# Никола Булгар
Никола Булгар е българин, живял в Дубровник. Приема се, че е първият българин, получил правото на свободна лекарска практика. Учител по славянска писменост и дипломат.

## Биография
Сведенията от архивните документи се отнасят към 1390 – 1396 г. Според Константин Иречек Никола Булгар е родом от „...южна Македония или Тракия...“, но не споменава източниците си. Предполага се, че родът му и той самият са напуснали родните места преди завладяването на България от турците. По времето, когато практикува, тя вече е под турска власт. В Дубровник близо 50 години преди това е известен друг Никола Булгар, болярин, приближен на емигриралата българска царица Ана-Неда, съпруга на цар Михаил Шишман (1323 – 1330). Допуска се, че лекарят е негов син или внук.
Получил е високо образование. Назначен е от Малкия и Големия съвет на Дубровнишката република за „учител по славянска писменост“ с годишна заплата 50 златни перпери. Учителства две години – 1390 и 1391 г. Малкият съвет го назначава и за 1392 г., но той отказва назначението.
След учителстването няма сведения за заниманията му през следващите няколко години; предполага се, че е бил извън Дубровнишката република. Следващата му известна проява е като дипломат, преговарящ с турците: в документ от 20 юни 1396 г. пише, че начело на делегация в Одрин преговаря за осигуряване на живота и интересите на дубровнишките търговци. Името му е посочено като Никола Греко, „по-рано учител по славянски език“ – вероятно поради политически причини, тъй като същата година България е завладяна окончателно от турците и името на ръководител с чисто българско име би криело рискове за успешното завършване на мисията. След завръщането си е награден за успеха от княза на републиката с десет златни перпери.
На 29 септември 1396 година Големият съвет на републиката му издава документ с разрешение за лекарска практика: „1396, 29 септември. Голям съвет. Първата част е за предоставяне на Никола Булгар, който притежава правоспособност да лекува в Рагуза (Дубровник) и околностите костни фрактури и страдания от камъни (жлъчни и бъбречни – бел. на Ил. Галчев), и да не му пречат властите на Рагуза.“ (1396, 29 septembris. Cons. maius. Prima pars ast de consedendo NIKOLE BULGARO, quod possit medicare in Ragusio et districtu de infirmitatibus crepundij sceu (sic) srepat - (ur) e et lapidis, non obstantibus ordinibus Ragusij). Издаването на разрешение за лекарска практика очевидно е взето въз основа на представени документи, тъй като в Дубровник двата взаимоконтролиращи се съвета, Голям и Малък, са строги и прецизни, а решенията им – законосъобразни. По това време пореди липса на лекари в Републиката дубровнишката администрация изпраща стипендианти да учат медицина в Италия; предполага се, че и Никола Булгар е един от тях. Тогава италиански медицински факултети има в Салерно, Неапол, Падуа, Фераре, Болоня, Флоренция и др.
Не е известно колко време живее и практикува в Дубровник Никола Булгар.